# Poinson-lès-Nogent
Poinson-lès-Nogent is een gemeente in het Franse departement Haute-Marne (regio Grand Est) en telt 145 inwoners (1999). De plaats maakt deel uit van het arrondissement Chaumont.

## Geografie
De oppervlakte van Poinson-lès-Nogent bedraagt 10,9 km², de bevolkingsdichtheid is 13,3 inwoners per km².
De onderstaande kaart toont de ligging van Poinson-lès-Nogent met de belangrijkste infrastructuur en aangrenzende gemeenten.

## Demografie
Onderstaande figuur toont het verloop van het inwonertal (bron: INSEE-tellingen).